# Chlorogomphus brevistigma
Chlorogomphus brevistigma – gatunek ważki z rodziny Chlorogomphidae.